# Xã Star, Michigan
Xã Star (tiếng Anh: Star Township) là một xã thuộc quận Antrim, tiểu bang Michigan, Hoa Kỳ. Năm 2010, dân số của xã này là 926 người.